# Irina Gorbatchova
Irina Anatolievna Gorbatchova (em russo: Ирина Анатольевна Горбачёва; Zhdanov, 10 de abril de 1988) é uma atriz russa-soviética, condecorada com os prêmios Águia de Ouro, Nika e Máscara de Ouro.

## Biografia

### Infância e estudos
O pai de Gorbatchova, Anatoli, era um soldador na cidade de Zhdanov, atual Mariupol, que decidiu se mudar com sua família para Moscou. No território russo os problemas financeiros se intensificaram com a morte de sua esposa, vítima de câncer. Anatoli começou a se concentrar exclusivamente na obtenção de renda e trabalhou em construções e reparos de casas até se estabilizar num internato para crianças com deficiência visual. Por conseguinte, Gorbatchova e seus irmãos passavam a maior parte do tempo sozinhos. Gorbatchova, por sua vez, nasceu no dia 10 de abril de 1988. Aos catorze anos, trabalhou em lojas e mercados para auxiliar na renda familiar; contudo, ainda frequentava cursos de teatro.
Segundo informações da própria atriz, enfrentou dificuldades na escola, a qual abandonou aos dezessete anos. Depois disso, Gorbatchova trabalhou num café no qual o proprietário a colocou sobre sua custódia e, mais tarde, apresentou-a para um fundador dum respeitado estúdio de dança, onde ela começou a frequentar as aulas. Enquanto frequentava as aulas, recebeu um convite duma amiga para ensaios de teatro. Entre 2006 e 2010 Gorbatchova estudou no Instituto de Teatro Boris Shchukin, no curso de Rodion Ovtchinnkov. No mesmo período, ela integrou peças que eram apresentadas no Teatro Vakhtangov.

### Carreira de atriz
A carreira de Gorbatchova não tardou e antes mesmo de concluir seus estudos conseguiu um pequeno papel no longa-metragem Indigo (2008). Em 2010, ela integrou a trupe de Pyotr Fomenko na qual permaneceu por sete anos e estrelou as obras Fariatyva e Son v Letnioio Notschy. Por esta última, inclusive, recebeu uma indicação de melhor atriz na premiação Máscara de Ouro. Considerado um momento "importante" para seu "estudo, crescimento pessoal e profissional", deixou o Teatro de Moscou para se concentrar em filmes. Um papel significativo nessa decisão foi desempenhado pela viralização de seus vídeos no Instagram. Destacou-se nos longas-metragens Aritmia e Istoria Odnogo Naznatchenia pelos quais a interpretação de Gorbatchova foram condecorada e nomeada, respectivamente, ao prêmio Nika.

### Vida pessoal
O casamento de Gorbatchova com o ator Grigory Kalinin ocorreu em março de 2015; contudo, divorciaram-se em 2018.

## Premiações
No ano de 2016 a revista GQ elegeu Gorbatchova "Mulher do Ano". No mesmo período recebeu indicações para as premiações Máscara de Ouro e e Zvezdu Teatrala por interpretar a personagem Elena da obra Son v Letnioio Notschy. Em 2018, sua interpretação em Aritmia obteve os prêmios Águia de Ouro e Nika. No ano seguinte, recebeu duas nomeações por Istoria Odnogo Naznatchenia.
| Ano  | Premiação                                | Categoria                               | Recipiente                  | Resultado | Ref.   |
| ---- | ---------------------------------------- | --------------------------------------- | --------------------------- | --------- | ------ |
| 2016 | Máscara de Ouro                          | Melhor atriz                            | Son v Letnioio Notschy      | Indicada  | [ 15 ] |
| 2016 | Máscara de Ouro                          | Performance dramática - prêmio conjunto | Son v Letnioio Notschy      | Venceu    | [ 15 ] |
| 2017 | Festival aberto de cinema russo de Urais | Melhor atriz                            | Aritmia                     | Venceu    | [ 16 ] |
| 2018 | Águia de Ouro                            | Melhor atriz                            | Aritmia                     | Venceu    | [ 13 ] |
| 2018 | Nika                                     | Melhor atriz                            | Aritmia                     | Venceu    | [ 8 ]  |
| 2019 | Águia de Ouro                            | Melhor atriz                            | Istoria Odnogo Naznatchenia | Indicada  | [ 14 ] |
| 2019 | Nika                                     | Melhor atriz                            | Istoria Odnogo Naznatchenia | Indicada  | [ 9 ]  |